# Francisco Luís, Príncipe de Conti
Francisco Luís de Bourbon-Conti (Paris, 30 de abril de 1664 - Paris; 9 de fevereiro de 1709) foi Príncipe de Conti, Conde de La Marche, Conde de Clermont e Príncipe de La Roche-sur-Yon. Era filho de Armando, Príncipe de Conti e de Ana Maria Martinozzi, sobrinha do Cardeal Mazarin, primeiro-Ministro da França. Francisco Luís também foi Rei Titular da Polônia.

## Biografia
Nascido no Hotel de Conti em Paris, Francisco Luís foi o último dos filhos de seus pais. Ele tinha um irmão mais velho, Luís Armando I, Príncipe de Conti, que se casou com Maria Ana de Bourbon, filha ilegítima do rei Luís XIV de França e de sua amante, Louise de La Vallière.
Em 1683, auxiliou os imperialistas na Hungria e, enquanto estava lá, escreveu algumas cartas nas quais se referia ao rei Luís XIV como le roi du théâtre; por causa disso e por causa de um envolvimento inicial ao lado dos turcos, em 1685, em seu retorno à França, ele foi temporariamente banido para Chantilly.
Francisco Luís era o protegido de seu tio, Luís, Grande Condé, cuja neta, Maria Teresa de Bourbon, casou-se com Francisco Luís no Palácio de Versalhes em 22 de janeiro de 1688, perante a corte reunida. Juntos, eles tiveram sete filhos.
A noiva estava apaixonada pelo marido, mas suas atenções se concentravam em outros lugares. Era sabido na corte que ele estava apaixonado pela cunhada de sua esposa, Luísa Francisca de Bourbon, esposa de Luís III, Príncipe de Condé, e filha mais velha ilegítima do rei Luís XIV e sua amante, Francisca Atenas.[carece de fontes?] Maria Ana de Bourbon, filha de Luísa Francisca de Bourbon e de seu marido, seria, na realidade, filha de Francisco Luís.[carece de fontes?] Também foi observado que Francisco Luís tinha tendências homossexuais e que não prestou muita atenção à esposa. Ele viveu como um libertino, participando de inúmeros casos de amor com membros de ambos os sexos. Seus escandalosos casos de amor causaram tensão e distância dentro da família, e lhe renderam o apelido de le Grand Conti.[carece de fontes?]
Ele serviu no exército francês, mas nunca conseguiu alcançar um posto mais alto do que o tenente-general. Em 1689, ele acompanhou seu amigo íntimo, Francisco Henrique de Montmorency, Duque de Luxemburgo, aos Países Baixos, e participou das vitórias francesas em Fleurus, Steenkerque e Neerwinden. Com a morte de seu primo, João Luis de Orleães, Duque de Longueville, e de acordo com sua vontade, Francisco Luís reivindicou o Principado de Neuchâtel contra Maria de Orleães-Longueville, Duquesa viúva de Nemours, irmã do duque.
Ele não conseguiu obter assistência militar dos suíços e, por ordem do rei, cedeu o território disputado a Maria de Orleães, embora os tribunais tivessem decidido a seu favor. Em 1697, o rei Luís XIV ofereceu-lhe a coroa polonesa e, por meio de subornos, o Abade de Polignac garantiu sua eleição. Em 27 de junho de 1697, ele foi formalmente proclamado rei da Polônia pelo Cardeal Radziejowski.
Francisco Luís começou de má vontade por seu novo reino, provavelmente, como observa o Duque de São Simão, devido a sua afeição por Luísa Francisca de Bourbon. Ele partiu na fragata Railleuse, sob o comando do capitão Jean Bart, em 6 de setembro de 1697.
Quando chegou a Danzig, encontrou seu rival Frederico Augusto I, Eleitor da Saxônia, já na posse da coroa polonesa. Francisco Luís retornou à França, onde foi graciosamente recebido pelo rei Luís XIV, embora o Duque de São Simão disse que o rei ficou irritado por vê-lo novamente. Mas os infortúnios dos exércitos franceses, durante os primeiros anos da Guerra da Sucessão Espanhola, obrigaram o rei a nomear Francisco Luís, cuja fama militar era muito alta, para comandar as tropas na Itália.
A 4 de fevereiro de 1699, Francisco Luís comprou o Castelo d'Issy, um pequeno castelo barroco francês nos arredores de Paris, comprado pela quantia de 140.000 libras. A propriedade permaneceu sob posse dos Príncipes de Conti até a Revolução Francesa, quando foi confiscada como patrimônio nacional.
O Príncipe de Conti adoeceu e morreu em 9 de fevereiro de 1709 no Hotel de Conti, sua morte provocou manifestações excepcionais de luto de todas as classes. Ele morreu de uma combinação de gota e sífilis. Ele foi enterrado ao lado de sua mãe em sua propriedade em L'Isle-Adam, Val-d'Oise, perto de Paris.
Ele foi sucedido como Príncipe de Conti por seu filho mais velho, Luís Armando II, Príncipe de Conti.

## Descendência

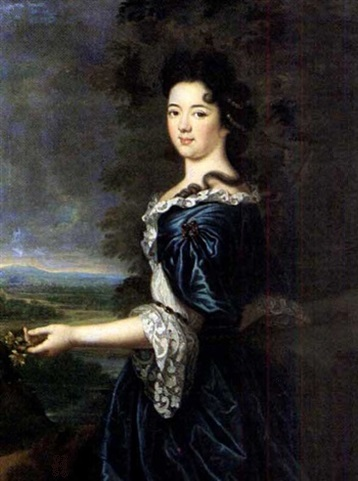
Maria Teresa de Bourbon

Francisco Luís casou-se, aos vinte e dois anos, com Maria Teresa de Bourbon, filha de Henrique Júlio, Príncipe de Condé e da princesa Ana Henriqueta da Baviera. Eles tiveram sete filhos:
1. Maria Ana de Bourbon (18 de abril de 1689 - 21 de março de 1720), casou-se com Luís Henrique, Duque de Bourbon, sem descendência.
2. Filho (18 de novembro de 1693 - 22 de novembro de 1693), morto na infância.
3. Príncipe de La Roche-sur-Yon (1 de dezembro de 1694 - 25 de abril de 1698), morto na infância.
4. Luís Armando II, Príncipe de Conti (10 de novembro de 1695 - 5 de abril de 1727), casou-se com Luísa Isabel de Bourbon, filha de Luís III, Príncipe de Condé, com descendência.
5. Luísa Adelaide de Bourbon (2 de novembro de 1696 - 20 de novembro de 1750), não se casou.
6. Mademoiselle d'Alais (19 de novembro de 1697 - 13 de agosto de 1699), morta na infância.
7. Luís Francisco de Bourbon, Conde de Alais (27 de julho de 1703 - 21 de janeiro de 1704), morto na infância.

## Títulos e estilos
- 30 de abril de 1664 – 26 de fevereiro de 1666: "Sua Alteza Sereníssima, o Conde de La Marche"
- 26 de fevereiro de 1666 – 9 de novembro de 1685: "Sua Alteza Sereníssima, o Príncipe de La Roche-sur-Yon"[4]
- 9 de novembro de 1685 – 9 de fevereiro de 1709: "Sua Alteza Sereníssima, o Príncipe de Conti"